# Macromitrium muellerianum
Macromitrium muellerianum är en bladmossart som beskrevs av Mitten 1859. Macromitrium muellerianum ingår i släktet Macromitrium och familjen Orthotrichaceae. Inga underarter finns listade i Catalogue of Life.